# Adult Swim
Adult Swim (stilizzato come [adult swim] dal 2003, e abbreviato come [as]) è un programma contenitore televisivo statunitense operante nelle ore serali e notturne sul canale televisivo via cavo e satellitare Cartoon Network.
Adult Swim è gestita dalla Williams Street, divisione di Warner Bros. Discovery già autrice di Toonami e Miguzi. Il nome del canale deriva da un tipo di nuoto usato esclusivamente dagli adulti nelle piscine pubbliche degli Stati Uniti. Attualmente opera in prima, seconda e terza serata, dalle 5:00 (EST) alle 6:00 (PDT).
La programmazione consiste in serie animate e serie live action stilisticamente differenti tra loro, oltre a contenuti originali e in syndication, anime e cortometraggi. Adult Swim ha spesso mandato in onda progetti animati rivolti a un pubblico adulto, falsi documentari, sketch comici e episodi pilota. Le serie sono note per i loro temi sessualmente espliciti, il linguaggio forte e la violenza grafica. La maggior parte di questi sono di natura esteticamente sperimentale, trasgressiva, improvvisata e surrealista. Adult Swim ha stipulato un contratto con vari studi noti per le loro produzioni di commedia assurda e scandalizzante.

## Storia

### Creazione e sviluppo
Il programmatore di Cartoon Network, Mike Lazzo, concepì l'idea di creare un contenitore televisivo a tarda notte dal nome Adult Swim. Il blocco è nato dai precedenti tentativi di Cartoon Network di trasmettere contenuti adatti agli adolescenti e ai giovani adulti (con scene, per esempio, altamente sessuali e pornografiche), possibilmente da guardare dopo le 23:00 (EST/PDT). La rete ha incominciato a sperimentare con la messa in onda di serie antologiche come ToonHeads, The Bob Clampett Show, Tex Avery Show, Late Night Black and White e O, Canada, che hanno presentato i loro show senza censure. In varie interviste è stato affermato che in quegli anni un terzo del pubblico di Cartoon Network erano solo adulti.
Durante gli anni 1990, l'animazione in prima serata rivolta agli adulti incominciò a diventare popolare grazie al successo della nota sitcom de I Simpson, del network Fox. Nel corso del decennio, il successo di tale programma fu affiancato da tante altre serie animate orientate agli adulti come: Beavis and Butt-head, Aeon Flux, The Brothers Grunt, Duckman, The Critic, Maxx, King of the Hill, Daria, South Park, Space Ghost Coast to Coast, Dr. Katz, Professional Therapist, Futurama, The Oblongs, Clerks, Dilbert, Mission Hill, Home Movies, I Griffin e altri, così come altre serie animate orientate ad un pubblico più giovane come: Le Superchicche, Il laboratorio di Dexter, The Ren & Stimpy Show, Animaniacs, La vita moderna di Rocko, Catastrofici castori, Dragon Ball Z, Pokémon e SpongeBob, aventi anch'esse raccolto un pubblico adulto.
Una delle prime incursioni nella programmazione originale di Cartoon Netowrk fu Space Ghost Coast to Coast, serie creata nel 1994 e rivolta ad un pubblico adulto. La serie fu creata dalla Ghost Planet Industries dello stesso Mike Lazzo, studio di animazione che in seguito cambiò il nome in Williams Street Studios.
Tra le 4:00 e le 5:00 di mattina del 21 dicembre e del 30 dicembre 2000, mentre Space Ghost Coast to Coast aveva concluso la sesta stagione su Cartoon Network, andarono in onda diverse nuove serie a sorpresa. Le anteprime furono Sealab 2021, Harvey Birdman, Attorney at Law, Aqua Teen Hunger Force e The Brak Show, che, per l'occasione, sono state elencate nella "Programmazione speciale". In precedenza, Entertainment Weekly ha affermato che Michael Ouweleen stava lavorando all'episodio pilota di Harvey Birdman, Attorney at Law, insieme con J.J. Sedelmaier. In un'intervista del 1999, la band Calamine ha dichiarato di aver registrato la sigla di Sealab 2021. In quegli anni, mentre stava creando una grande varietà di cartoni per adulti, Lazzo si rese conto del potenziale di queste nuove serie e decise di racchiuderle tutte in un contenitore per adulti. I nomi presi in considerazione per il format erano diversi, uno dei quali fu "ibiso", che in spagnolo sta per "stop" o "Parental Warning", ma alla fine si è deciso di usare il nome Adult Swim.
Nel giugno 2001, TV Guide aveva registrato un'intervista con l'ex presidente di Cartoon Network, Betty Cohen, il quale aveva dichiarato che a settembre dello stesso anno sarebbe uscito un nuovo contenitore di programmazione destinata a un pubblico adulto. Durante questo mese, al Cartoon Network Confidential di New York City, dovevano essere trasmesse le migliori serie originali di Cartoon Network e i cortometraggi animati destinati agli adulti. Qui andò in onda un episodio inedito di Space Ghost Coast to Coast intitolato Kentucky Nightmare, gli episodi pilota di dicembre, Captain Linger e un episodio di Home Movies. Le proiezioni di queste serie facevano parte del Toyota Comedy Festival. Il 21 luglio 2001, al San Diego Comic-Con, ci fu un'area dedicata a Space Ghost Coast to Coast, dove c'era la possibilità, per mezzo di un gioco a quiz, di vincere un CD promozionale contenente le colonne sonore delle future serie di Adult Swim.
Sempre al Comic-Con, il pubblico ha potuto vedere alcune clip delle serie in arrivo e votare per quelle che avrebbe voluto vedere in anteprima. A vincere fu Harvey Birdman, Attorney at Law e quindi fu trasmesso il suo episodio pilota. Sono stati proiettati anche l'episodio War Next Door di The Brak Show e l'episodio The Justice Hole di Space Ghost Coast to Coast, oltre alle clip dell'episodio Sweet for Brak. In un'intervista al creativemac.com, il 25 luglio 2001, J.J. Sedelmaier ha parlato del suo lavoro nell'episodio pilota di Harvey Birdman. Il 12 agosto 2001 è stata trasmessa, su Cartoon network, la prima pubblicità commerciale del nuovo blocco Adult Swim. In quel periodo uscì anche una cartella stampa con degli asciugamani e un CD promozionale e un'altra cartella stampa con un VHS contenente informazioni su tutte le nuove serie in arrivo. Il 31 agosto 2001 è stato ufficialmente lanciato il sito Adult Swim.com.

### 2001-2003

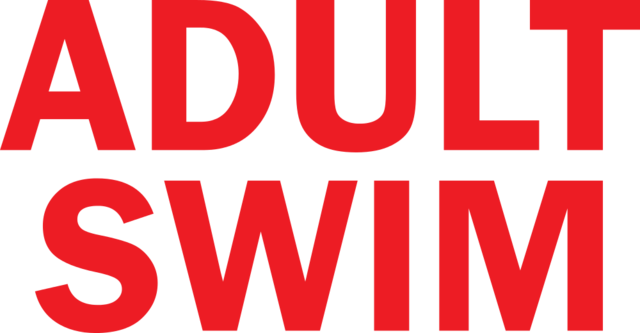
Primo logo di Adult Swim utilizzato dal 2 settembre 2001 al 22 febbraio 2002.

Il programma contenitore Adult Swim è stato lanciato ufficialmente alle 22:00 ET del 2 settembre 2001 con la prima messa in onda dell'episodio Director's Cut di Home Movies, che era stato accantonato dalla sua rete originale UPN. Secondo la produttrice televisiva Linda Simensky: "avevamo un sacco di episodi da proiettare per Mike Lazzo, ma solo al secondo episodio ha urlato: compratelo!". In quel periodo, Cartoon Network ha acquistato gli altri cinque episodi originali di Home Movies prodotti da UPN e ne ha ordinati altri otto per completare la stagione. La prima stagione della serie è stata animata in Squigglevision, mentre le stagioni successive sono state realizzate in animazione flash. Il primo anime trasmesso dalla rete, Cowboy Bebop, è andato in onda dalla notte del lancio di Adult Swim. La serie animata Aqua Teen Hunger Force ha iniziato le sue trasmissioni dal 9 settembre 2001 con l'episodio in anteprima Escape from Leprechaupolis. Inizialmente Adult Swim andava in onda la domenica sera dalle 22:00 all'1:00 ET, con una ripetizione dello stesso il giovedì sera.

Secondo logo di Adult Swim usato dal 23 febbraio 2002 al 25 maggio 2003.

I bumper pubblicitari originali di Adult Swim mostrati tra un programma e l'altro presentavano filmati di persone anziane che nuotavano nelle piscine pubbliche, mangiavano, si esercitavano e facevano altre attività legate alla piscina. Inoltre erano presenti diversi cartelli che recitavano "Avvertimento potenziale violenza", "Avvertimento linguaggio forte in uso", "Attenzione allusioni sessuali", "Attenzione animazione limitata", "Divieto di immersione", "Niente bambini", "Attenzione situazioni per adulti" e altro. Alcuni di questi sono narrati da un bagnino che parla attraverso un megafono. In particolare gridava "Tutti i bambini fuori dalla piscina". Il logo era composto originariamente dalle parole "Adult Swim" con tutte le lettere maiuscole (una versione alternativa del logo presentava il nome reso in rosso e un cerchio nero con una penombra gialla, utilizzato anche come logo principale dal 2002 al 2003) e veniva mostrato dopo un fermo immagine del filmato. Talvolta venivano riprodotti al contrario. Il tema musicale iniziale di Adult Swim, intitolato D-Code, è un remix di Mambo Gallego eseguito dal musicista Dust Devil e originariamente interpretato dal musicista latin jazz Tito Puente.
Alcuni dei bumper della rete includevano Aquaman Dance Party che presentava un cartone animato di Aquaman in cui ballava davanti a filmati di discariche dal vivo, Captain Linger, una serie di cortometraggi creati da JJ Sedelmaier, Watering Hole, una serie di cortometraggi sugli animali che parlano in un bar creato da Soup2Nuts, cartoni animati di Hanna-Barbera degli anni '60 doppiati con le voci dei bambini, una serie di cortometraggi intitolati Not for Air in cui durante i discorsi dei personaggi di Hanna-Barbera venivano inseriti dei bip per far sembrare che stessero dicendo parolacce, The New Adventures of The Wonder Twins, What They're Really Thinking, con una voce che raccontava dei pensieri in modo comico, e Brak Puppet Party, uno spettacolo di marionette con personaggi classici di Hanna-Barbera.
Cominciarono ad apparire anche spot pubblicitari con personaggi di Aqua Teen Hunger Force, The Brak Show, Space Ghost Coast to Coast, Harvey Birdman, Attorney At Law e Sealab 2021, tra cui 1-800-CALL-ATT, Nestea, Dr Pepper, Coca-Cola, Dodge Ram, Quizno's Sub, Maximum Hair Dye, Verizon Wireless e promozioni per i film Austin Powers in Goldmember, Kung Pow, Jackass: The Movie, Arac Attack - Mostri a otto zampe e Le Superchicche - Il film. Brak ha ospitato anche un segmento chiamato Adult Swim News. A causa degli attacchi terroristici dell'11 settembre 2001, gli episodi di Harvey Birdman, Attorney at Law, Cowboy Bebop e Aqua Teen Hunger Force furono posticipati. Nell'inverno del 2001, un altro CD di Adult Swim è stato reso disponibile gratuitamente a chiunque avesse acquistato il numero 28 o 29 di Hitch Magazine.
Il 23 febbraio 2002, quando il programma ha debuttato anche il sabato sera, Adult Swim andava in onda col nome Adult Swim Action. Dalle 11:00 alle 2:00 ET, nel contenitore andavano in onda anche degli anime durante l'Adult Swim Comedy, format che andava in onda la domenica sera dalle 22:00 all'1:00 ET. Dopo lo spostamento al sabato sera, Adult Swim ha smesso di andare in onda il giovedì. Dalle 12:00 alle 12:30 ET, Rocky e Bullwinkle e Braccio di Ferro hanno preso il posto di Cowboy Bebop. Il 15 giugno 2002, Adult Swim ha organizzato il suo primo concorso chiamato "Adult Swim Happiness Sweepstakes" in cui i vincitori potevano vincere un deodorante per ambienti simile a Frullo di Aqua Teen Hunger Force.
Sarebbe diventato sempre più comune per Adult Swim trasmettere episodi inediti di serie preesistenti cancellate come Home Movies, I Griffin, Futurama, Mission Hill, Baby Blues, The Ripping Friends, The Oblongs e God, the Devil and Bob, oltre ai rimanenti episodi di suddette serie, mai andati in onda sulla loro rete originale. Nel settembre 2001, Adult Swim ha ottenuto i diritti esclusivi della syndication via cavo per la serie Futurama, per un valore di 10 milioni di dollari. La serie è stata trasmessa per la prima volta nella rete il 12 gennaio 2003. I Griffin invece è andato in onda la prima volta su Adult Swim il 20 aprile 2003, debuttando con l'episodio Terapia da incontinenza, diventato immediatamente il programma più votato del blocco e dominando, nel suo periodo di trasmissione, la programmazione notturna. La serie animata ha aumentato le visualizzazioni sia del blocco di Adult Swim, sia della stessa Cartoon Network, del 239%.
La notte di San Silvestro del 2002, Brak di The Brak Show e Carl Brutananadilewski di Aqua Teen Hunger Force hanno ospitato uno speciale di Capodanno tra le 23:00 e le 3:00 del mattino. Questa è stata la prima volta che Adult Swim è andato in onda il martedì sera.
Il 12 gennaio 2003, i bumper con gli anziani che nuotavano sono stati sostituiti da semplici manuali di sicurezza con i personaggi delle serie di Adult Swim. Il logo è stato cambiato con le parole "adult swim" in rosso e un cerchio nero con una penombra gialla. A partire dal 13 gennaio 2003, Adult Swim è andato in onda cinque sere alla settimana, dalla domenica al giovedì, dalle 23:00 alle 2:00. La trasmissione il sabato sera è stata cancellata. Il 9 febbraio 2003, dalle 23:00 alle 12:15 ET, dopo una partita della NBA, Adult Swim è andato in onda su TNT, come parte di uno speciale chiamato "Adult Swim All Star Extravaganza".

### 2003-2014

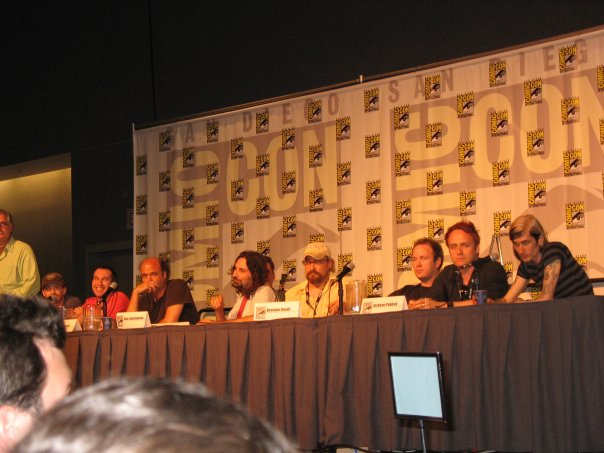
Diversi autori e scrittori di Adult Swim al San Diego Comic Con del 2006. Da sinistra a destra: Keith Crofford, Seth Green, Matthew Senreich, Scott Adsit, Dino Stamatopoulos, Tommy Blacha, Brendon Small, Jackson Publick e Doc Hammer.

Il 25 maggio 2003, Adult Swim ha presentato dei nuovi bumper con titolo in nero e didascalie bianche in carattere Helvetica Neue Condensed Bold. Gli argomenti dei bumper variano tra la programmazione dello stesso format, notizie di vario genere e opinioni dello staff su argomenti non correlati. Inoltre, i bumper che precedono le serie d'azione includono una finta miniatura e altre foto astratte del Giappone, spesso accompagnate da clip di varie canzoni dei Yesterdays New Quintet. Alcuni bumper più recenti presentano la didascalia "[adult swim]" o "[as]" da qualche parte all'interno di fotografie di luoghi che presentano strade o segnali stradali, di tutto il mondo. Uno dei bumper più espliciti di Adult Swim è stato "cus anime is teh s uck" (letteralmente "perché gli anime fanno schifo"), conseguenza di qualcuno che lamentava della programmazione anime sulla bacheca di Adult Swim e poiché la bacheca non permetteva di scrivere la parola "sucks", Adult Swim la trasformò in un gag e vendette delle magliette con questa scritta.
Durante la serata, a volte, i bumper presentano una scaletta con la programmazione che verrà trasmessa per una data imminente. Quando ciò avviene, a determinate serie viene assegnato un colore specifico (che indica una prima TV), con una didascalia in basso che recita "All Times and Music Eastern" (letteralmente "Tutte le volte e con musica orientale"). La musica in sottofondo ha uno stile decisamente indiano.
Il 26 giugno 2003, Spike TV ha trasmesso un proprio contenitore di animazione per adulti chiamato The Strip, con all'interno le serie Ren and Stimpy Adult Party Cartoon, Stripperella e Gary the Rat. Il 2 ottobre 2003, il programma televisivo Goes Inside di VH1 ha trasmesso un episodio speciale su Adult Swim. Il 5 ottobre 2003, Adult Swim ha iniziato a trasmettere dalle 23:00 alle 5:00 ET. Il 26 ottobre 2003, Dad di The Brak Show è stato protagonista di alcuni bumper a tema Halloween. Quella stessa notte, Adult Swim ha ospitato una live dal vivo sul suo sito web, con lo staff di Adult Swim che partecipava ad una festa. L'episodio finale The Show Must Go On della serie The Big O doveva andare in onda quella sera alle 23:00, tuttavia, quando Adult Swim ha dovuto riprogrammare l'episodio per la settimana successiva, il 2 novembre, prendendo di conseguenza il posto di un episodio inedito precedentemente programmato de I Griffin, Come non pagare le tasse, ha sconvolto molti fan della serie animata. L'episodio de I Griffin è andato in onda il 9 novembre. Quando The Big O doveva andare in onda il 2 novembre, Adult Swim stava per trasmettere la replica dell'episodio Stripes, ma poi ha affermato che si trattava solo di uno scherzo e alla fine hanno trasmesso l'episodio corretto.
Angus Oblong, creatore di The Oblongs, ha rivelato di essere al lavoro sui nuovi episodi della serie su Adult Swim. Adult Swim, il 4 luglio 2010, ha chiesto in studio la produzione di nuovi episodi, affermando che "alcuni hanno detto sì, altri hanno detto no", annunciandone indirettamente la conclusione definitiva dello show.
Il 27 dicembre del 2010, la programmazione del canale è stata spostata un'ora indietro, in modo che iniziasse alle 21:00 e durasse nove ore. Inoltre, il 31 marzo 2014, lo stesso canale è stato anticipato di un'altra ora, alle 20:00, estendendo la trasmissione a ben dieci ore.
Il 1º aprile 2012, come parte del loro scherzo per il pesce d'aprile, Adult Swim ha trasmesso Toonami, il defunto blocco di programmazione di Cartoon Network che trasmetteva principalmente anime e cartoni animati d'azione. In seguito a un riscontro positivo da parte del pubblico, Toonami sarebbe tornato come rebranding del contenitore d'azione del sabato sera il 26 maggio 2012.

### 2014-2019
Il 31 marzo 2014, la programmazione di Adult Swim è stata spostata dalle 20:00, estendendo ulteriormente il palinsesto giornaliero della rete a dieci ore.
Nel 2015, Adult Swim ha lanciato The Virtual Brainload, la prima esperienza animata in realtà virtuale pubblicata da una rete televisiva. Il 7 maggio 2015 è stato annunciato che Adult Swim ha ordinato un episodio pilota creato dai Million Dollar Extreme. Sulla base dell'episodio pilota, il 3 marzo 2016 è stato annunciato che il gruppo avrebbe presentato personalmente il programma, chiamato Million Dollar Extreme Presents: World Peace, e che la prima stagione sarebbe stata composta da sei episodi di undici minuti ciascuno. Adult Swim ha annunciato che non sarebbe stato rinnovato per una seconda stagione il 5 dicembre 2016; infatti la rete ha affrontato un'opposizione interna riguardo alla sua continuazione, principalmente a causa delle accuse sulle connessioni degli MDE con l'alt-right e altre secondo cui il programma promuoveva razzismo, sessismo e bigottismo. Sebbene la serie non trattasse prevalentemente temi politici, il profilo Twitter di Sam Hyde contenente riferimenti politici e altre sue controversie come l'interruzione di un discorso al TEDx hanno aggiunto sospetti. Lo scrittore di BuzzFeed, Joseph Bernstein, è stato attivo nel criticare il programma dopo un'accesa intervista con il creatore Sam Hyde. Ha rivelato inoltre che una fonte gli avrebbe detto che i dipartimenti per gli standard della rete hanno ripetutamente scoperto e rimosso messaggi razzisti in codice, comprese svastiche nascoste. Quando gli è stato chiesto del fatto, Hyde ha spiegato che, nonostante l'interesse dei dirigenti di Adult Swim a riprendere il programma per una seconda stagione, Turner Broadcasting alla fine ha deciso di annullarlo.
Nel 2018, Adult Swim ha iniziato a perdere i diritti di syndication per varie serie animate della 20th Television; quell'anno Comedy Central acquisì i diritti di syndication di King of the Hill e The Cleveland Show. L'8 aprile 2019 è stato annunciato che FXX avrebbe acquisito i diritti dalla sedicesima stagione in poi de I Griffin (condividendo i diritti con le reti sorelle Freeform e FX) e dalla nona stagione in poi di Bob's Burgers, mentre i diritti delle stagioni che andavano in onda allora su Adult Swim e TBS si sarebbero trasferiti sulle reti di proprietà della Disney. I Griffin è stato il primo a lasciare la rete il 18 settembre 2021 e sarà seguito da Bob's Burgers nel 2023. American Dad!, che è una serie originale di TBS dal 2014, ed è destinato a rimanere su Adult Swim.
Il 4 marzo 2019, AT&T ha annunciato un'importante riorganizzazione della Turner Broadcasting, divisione di WarnerMedia, prevedendo il trasferimento di Cartoon Network, Adult Swim, Boomerang e Turner Classic Movies alla Warner Bros. Entertainment sotto la nuova divisione Kids, Young Adults e Classics. Sebbene AT&T non abbia specificato alcun calendario per l'entrata in vigore delle modifiche, WarnerMedia ha iniziato a rimuovere tutti i riferimenti di Turner nelle comunicazioni aziendali e nei comunicati stampa, riferendosi alle reti di quell'unità come "divisioni di WarnerMedia".

### 2019-in corso
Nel dicembre 2019, Mike Lazzo si è ritirato dalla compagnia come annunciato da un bumper andato in onda sulla rete nello stesso mese. Il 29 aprile 2020, Michael Ouweleen, in precedenza Chief Marketing Officer di Cartoon Network, Adult Swim e Boomerang e co-creatore di Harvey Birdman: Attorney at Law, è stato nominato Presidente di Adult Swim, una nuova posizione che conferisce a Ouweleen responsabilità per tutti gli aspetti della rete e delle sue proprietà. Adult Swim ha subito dei licenziamenti nel novembre 2020 in seguito alla chiusura di Big Pixel Studios, sviluppatore di Pocket Mortys, e la cancellazione di tutte le serie in diretta streaming di Adult Swim. Keith Crofford si è ritirato dall'azienda nel dicembre 2020; l'evento è stato celebrato con due bumper con Polpetta di Aqua Teen Hunger Force e Seth Green e Matthew Senreich di Robot Chicken.
Il 23 aprile 2021, WarnerMedia ha annunciato che Adult Swim si sarebbe fusa con il team di sviluppo di animazione per adulti di HBO Max, sotto la guida di Suzanna Makkos. Il 18 settembre 2021, I Griffin ha ufficialmente concluso le sue trasmissioni dopo 18 anni di presenza sulla rete. La rete ha presentato un bumper d'addio alla fine della replica dell'episodio finale Stewie è incinto, con altri personaggi di Adult Swim che salutavano la famiglia Griffin.
A partire dal 18 ottobre 2021, Adult Swim ha iniziato a trasmettere per la prima volta programmi in syndication della 20th Television in un format compresso, inserendo i crediti a schermo diviso in modo simile a Cartoon Network. Alcuni episodi in prima serata sarebbero stati anche accorciati per ospitare fasce orarie aggiuntive e la pubblicità, in modo simile alla rete gemella TBS. Adult Swim ha riacquistato i diritti di King of the Hill il 22 novembre 2021 e quelli di Futurama il 27 dicembre 2021, condividendoli con FXX.
Nel maggio 2022, a seguito della fusione tra WarnerMedia e Discovery Inc. per formare la Warner Bros. Discovery, la divisione Warner Bros. Global Kids, Young Adults and Classics è stata sciolta. Adult Swim è stata trasferita sotto la Warner Bros. Discovery US Networks Group, mentre Williams Street è stata trasferita sotto la Warner Bros. Television. Oltre a controllare entrambe le unità, Michael Ouweleen supervisiona anche Cartoon Network, Boomerang e Discovery Family. Quell'anno, diverse serie di Adult Swim tra cui Blade Runner: Black Lotus, Tigtone e Lazor Wulf sono state rimosse dal sito web di Adult Swim e da HBO Max come parte delle massicce riduzioni dei costi alla Warner Bros. Discovery. Alcune altre serie, come Final Space, sono state liquidate come perdita ai fini fiscali e rimosse dai negozi digitali. Il 24 gennaio 2023 è stato annunciato che Adult Swim ha interrotto i legami con Justin Roiland, il co-creatore di Rick and Morty, dopo essere stato accusato di abusi domestici.
Il 1º maggio 2023, la programmazione di Adult Swim è stata spostata a partire dalle 19:00 ET/PT nei giorni feriali e il sabato, estendendo il blocco televisivo a undici ore. I dati sulle valutazioni hanno rilevato che il 68% del pubblico complessivo di Cartoon Network tra le 18:00 e le 20:00 avevano superato i 18 anni, giustificando così un ulteriore ampliamento del blocco. Le prime due settimane della nuova programmazione, in tandem col debutto di Unicorn: Warriors Eternal, hanno portato un aumento del 24% nel numero di spettatori complessivi e un aumento del 38% tra gli spettatori tra i 18 e i 34 anni.
Il 17 maggio 2023, Kathleen Finch, presidente e ufficiale addetta alle comunicazioni di Warner Bros. Discovery Networks, ha annunciato un'ulteriore espansione della programmazione a partire dalle 17:00 più avanti nel corso dell'anno. La modifica è stata annunciata ufficialmente il 7 giugno 2023 ed è entrata in vigore il 28 agosto 2023: nei giorni feriali, l'ora ha presentato il nuovo programma contenitore Checkered Past, che conterrà repliche di serie originali classiche di Cartoon Network come Il laboratorio di Dexter e Ed, Edd & Eddy. Il sabato, l'ora sarà riempita dalle serie originali di Adult Swim che hanno una classificazione TV-PG (come Unicorn: Warriors Eternal e l'imminente My Adventures with Superman), mentre la domenica ha continuato a portare il blocco televisivo ACME Night di Cartoon Network dalle 18:00 alle 21:00, che quindi è stato spostato su Adult Swim e anticipato di un'ora.
Il 17 maggio 2024, Adult Swim annunciò un altro nuovo blocco, Toonami Rewind, composto dai classici anime Sailor Moon, Dragon Ball Kai e Naruto, utilizzando il marchio Toonami. Il blocco fu lanciato il 31 maggio 2024, sostituendo Checkered Past il venerdì. Toonami Rewind si concluse definitivamente il 27 dicembre 2024, con Checkered Past, ora in onda solo per un'ora, che riacquistò il venerdì.
Il 3 dicembre 2024, Adult Swim ha annunciato di aver riacquisito i diritti per la messa in onda de I Griffin, che è tornato sulla rete il 1° gennaio 2025 con una maratona di tre giorni. La rete ha diritti non esclusivi, condividendo la serie con Fox, FXX, FX, Freeform e Comedy Central, che a sua volta aveva acquisito i diritti nel settembre 2024.

## Eventi speciali

### Tributo a celebrità
Adult Swim trasmette occasionalmente dei bumper che omaggiano la morte recente di una celebrità. Durante questi bumper non sono presenti musica o effetti sonori ma solo una dissolvenza in apertura che mostra il nome della persona, seguito dall'anno di nascita e di morte e da un'ulteriore dissolvenza in chiusura. Ciò è stato realizzato in memoria di Vincent Schiavelli, Macho Man Randy Savage, Elizabeth Taylor, Alex Toth, Harry Goz, Frank Buckles, Andy Griffith, Neil Armstrong, Johnny Cash, John Ritter, Farrah Fawcett, Michael Jackson, Gary Coleman, Richard Dunn, Steve Jobs, Leonard Nimoy, Yogi Berra, Prince, Jimmy "Superfly" Snuka, Charlie Murphy, Stephen Hawking, Aretha Franklin, Kevin Barnett, Monkey Punch, Rutger Hauer, Fred Silverman e Neil Peart. Nel 2014, Adult Swim ha realizzato un bumper commemorativo per Sherman Hemsley, due anni dopo la sua morte
Con la morte dell'animatore C. Martin Croker il 18 settembre 2016, Adult Swim ha trasmesso il primo episodio di Space Ghost Coast to Coast in sua memoria. La rete ha successivamente ricordato le sue collaborazioni con Adult Swim, mostrando poi il classico bumper commemorativo. Nonostante i bumper durino solitamente tra i 15-20 secondi, l'omaggio all'animatore ha la durata di 30 secondi.

### Pesce d'aprile
Adult Swim ha una tradizione annuale di celebrare il pesce d'aprile, ingannando il suo pubblico alterando i programmi o trasmettendo programmi diversi e oscuri. Lo "scherzo" inizia generalmente alle 00:00 del 1º aprile, tecnicamente considerato nella programmazione del 31 marzo, mostrando talvolta uno scherzo aggiuntivo il giorno dopo.
- 2004: tutti gli episodi regolarmente programmati sono stati trasmessi con baffi casuali disegnati sui personaggi. La notte successiva gli episodi sono stati nuovamente trasmessi questa volta senza i baffi.[98]
- 2005: in sostituzione a Robot Chicken, è stata trasmessa una versione incompiuta dell'episodio pilota di Squidbillies. Subito dopo la trasmissione, è stato annunciato che la serie animata sarebbe stata presentata in anteprima nell'ottobre 2005.[99][100]
- 2006: sono state mandate in onda repliche di Chuck Norris: Karate Kommandos, Ghost in the Shell: Stand Alone Complex, Fullmetal Alchemist e Mister T, oltre al cortometraggio Boo Boo Runs Wild, con rumori di flatulenza aggiunti al dialogo.[101][102]
- 31 marzo 2007: sono stati trasmessi tutti gli episodi di Perfect Hair Forever in ordine inverso. Gli episodi sono stati digitalmente convertiti con lo stile delle vecchie videocassette, includendo dei sottotitoli in engrish. Ad un certo punto, i sottotitoli mostrati sullo schermo sono cambiati in quelli di un episodio di Aqua Teen Hunger Force.[102]
- 1º aprile 2007: dopo aver pubblicizzato precedentemente la trasmissione del lungometraggio Aqua Teen Hunger Force Colon Movie Film for Theaters, Adult Swim ha trasmesso i primi due minuti del film, lasciando il resto racchiuso in una piccola finestra Picture-in-Picture, con il suono riprodotto in SAP.[102]
- 2008: oltre ad aver pubblicizzato nuovamente la trasmissione di Aqua Teen Hunger Force Colon Movie Film for Theaters, Adult Swim ha annunciato la presentazione di varie anteprime di serie inedite, episodi pilota e episodi inediti di prossima uscita al posto della programmazione normale. Le anteprime, che comprendevano Fat Guy Stuck in Internet, The Venture Bros., Delocated, Superjail!, Young Person's Guide to History, Metalocalypse, Robot Chicken e Moral Orel, non sono mai state trasmesse quel giorno, ingannando gli spettatori per tutta la notte.
- 2009: Adult Swim ha trasmesso il film cult The Room del 2003, con scene sessualmente esplicite oscurate da barre nere. Il film è stato seguito dall'episodio Tommy di Tim and Eric Awesome Show, Great Job!.
- 2010: Adult Swim ha trasmesso The Room per la seconda volta di fila, intervallato da bumper che hanno mostrato Tommy Wiseau durante un'intervista su Space Ghost Coast to Coast. Le scene sessualmente esplicite sono rimaste censurate, tuttavia il film è stato classificato TV-MA.
- 2011: Adult Swim ha trasmesso nuovamente The Room, con la classificazione TV-MA, seguito dallo speciale Earth Ghost e da una versione CGI dell'episodio pilota Lowe Country, pubblicato precedentemente su Adult Swim Video nel 2007.
- 2012: Adult Swim ha sostituito la sua programmazione con quella di Toonami. Dopo la sequenza d'apertura di The Room, la scena è cambiata immediatamente all'host di Toonami, T.O.M., che ha introdotto la trasmissione di un episodio di Bleach. Durante la notte, Toonami ha trasmesso Dragon Ball Z, Gundam Wing, Tenchi Muyo! Ryo-Ohki, Outlaw Star, The Big O, Yu degli spettri, Blue Submarine No. 6, Trigun, Astro Boy e Gigantor. T.O.M. ha presentato inoltre una recensione di Mass Effect 3 e ha presentato le uscite in DVD delle serie anime trasmesse.
- 2013: Adult Swim ha coperto gran parte della sua programmazione con immagini di gatti, sostituendo il logo [adult swim] in [meow meow].
- 2014: Adult Swim ha trasmesso in anteprima assoluta due versioni di un nuovo episodio di Perfect Hair Forever, seguito da una maratona a sorpresa di Space Ghost Coast to Coast. Durante la maratona sono stati inclusi i commenti del cast. L'intera bravata è stato riprodotta il giorno successivo sul sito di Adult Swim.
- 2015: Adult Swim ha trasmesso una maratona di Aqua Teen Hunger Force e il gameplay del videogioco Coin Hunt presente sul sito di Adult Swim.
- 2016: Adult Swim ha ricapitolato i loro 12 anni di storia e di inganni in onore del Pesce d'Aprile, pubblicizzando la presenza di uno scherzo anche per quell'anno. A mezzanotte, Adult Swim ha trasmesso la programmazione normale che non implicava nessun cambiamento dalle notti precedenti.
- 31 marzo 2017: tutti gli episodi programmati regolarmente dopo la mezzanotte hanno incluso uno strano mix audio e risate casuali. Sono state trasmesse inoltre alcune puntate di Seinfeld, con filtri robotici e sfarfallio aggiunti a delle voci in particolare, insieme con vari effetti sonori e brani musicali alternativi.
- 1º aprile 2017: Adult Swim ha trasmesso, senza preavviso, il primo episodio della terza stagione di Rick and Morty, dal titolo Le ali della Rick-libertà, in sostituzione al nuovo episodio della quinta stagione di Samurai Jack[103].
- 31 marzo 2018: Toonami ha trasmesso il primo episodio di FLCL Alternative e la terza stagione dello stesso anime (nonostante la seconda stagione non fosse mai stata trasmessa sul blocco) in lingua giapponese e con i sottotitoli in inglese, infrangendo la politica di Toonami nel riprodurre esclusivamente anime doppiati. Dopo FLCL, Toonami ha trasmesso il film Mind Game[104]. Tutta la programmazione di Toonami (eccetto Dragon Ball Super, Dragon Ball Kai e Black Clover, che sono andati in onda prima di mezzanotte, e Mobile Suit Gundam: Iron-Blooded Orphans, mai trasmesso sul blocco fino a quel momento) è stata spostata alle 2:45 di mattina, portando la trasmissione del cortometraggio Scavengers alle 5:45 di mattina. Toonami ha trasmesso anche dei bumper speciali su TOM e SARA, doppiati in giapponese e con i sottotitoli in inglese. Il logo [adult swim] è stato tradotto in giapponese come [ア ダ ル ト ス イ ム].
- 1º aprile 2018: Adult Swim ha trasmesso la programmazione normale fino alle 11:00 di notte, quando è stata trasmessa una parodia animata di Rick and Morty intitolata Bushworld Adventures. La parodia è stata creata da Micheal R. Cusack e segue le avventure selvagge di Reek e Mordi (chiara parodia degli stessi Rick e Morty) in Australia,[105][106] i quali sono alla ricerca del cubo verde di Bendigo[107]. Bushworld Adventures è stato replicato per ben tre volte di fila fino alla mezzanotte, quando Adult Swim ha trasmesso due repliche di Mike Tyson Mysteries. Tutti i bumper di Adult Swim trasmessi durante la parodia erano a tema australiano. L'episodio è stato reso disponibile in streaming sul sito e sul canale YouTube di Adult Swim.[108][109]
- 2019: la programmazione regolare è stata sostituita dall'anteprima dei sei episodi di Gēmusetto Machu Picchu, parodia anime dalla durata di un'ora per episodio. La serie è stata trasmessa in simulcast sia in TV che in live streaming sul sito di Adult Swim.[110][111]
- 2020: L'introduzione della seconda stagione di Gēmusetto Machu Picchu è stata interrotta da Post Malone, che avrebbe ospitato diversi bumper (successivamente al fianco di Swae Lee) introducendo le anteprime delle nuove stagioni di Primal, Dream Corp, LLC, Tigtone, The Shivering Truth, Robot Chicken, Lazor Wulf, 12 oz. Mouse e Tender Touches. Il blocco ha mostrato inoltre gli episodi pilota di YOLO: Crystal Fantasy, J.J. Villard's Fairy Tales e Smiling Friends. Malone ha realizzato camei silenziosi su tali serie tramite il green screen.[112]
- 2021: il blocco televisivo prende il nome di Adult Swim Jr., trasmettendo versioni "adatte ai bambini" della normale programmazione. Sono stati trasmessi gli episodi Total Rickall di Rick and Morty (ribattezzato come Rick and Morty Babies) e Revenge of the Mooninites di Aqua Teen Hunger Force (ora Aqua Child Hunger Force), tra gli altri. Gli episodi sono stati ridoppiati con voci da bambini, è stato rimosso il linguaggio forte e le scene sono state rieditate per rimuovere tutti i contenuti rivolti agli adulti.[113]
- 2022: Pibby e BunBun del cortometraggio Come and Learn with Pibby sono apparsi regolarmente durante la programmazione di Adult Swim che ha incluso Rick and Morty, Smiling Friends, The Eric Andre Show, Aqua TV Show Show, Birdgirl e Joe Pera Talks with You, oltre ad aver fatto dei cameo durante i bumper pubblicitari della rete.[114] L'evento è andato in onda dalle 00:00 alle 2:00, ripetendosi dalle 3:00 alle 5:00 e trasmettendo in simulcast sulla versione canadese di Adult Swim. Il canale YouTube di Adult Swim ha presentato in anteprima l'evento, pubblicando in seguito una raccolta di tutte le modifiche apportate ai programmi e ai bumper durante la notte.[115]
- 2023: la trasmissione del pesce d'aprile consisteva principalmente in cinque parti ed è andato in onda dalle 00:00 alle 2:00 di mattina, ripetendosi subito dopo. A mezzanotte, Adult Swim ha annunciato che l'intelligenza artificiale sarebbe stata rilevata dalla rete, inserendo il nuovo brand [as/ai] e trasmettendo una clip inquietante dell'episodio Frowning Friends di Smiling Friends rianimato e reinterpretato attraverso l'intelligenza artificiale generativa. Dopo circa 90 secondi, la rete lo ha interrotto ammettendo che "le cose sono sfuggite di mano" e affermando di aver perso il loro "telecomando", impostandosi in "avanzamento veloce" (con l'etichetta [as ⏩]) e mostrando le anteprime della nuova serie Royal Crackers (filmati prelevati dall'episodio pilota Crumbling Empire pubblicato precedentemente su YouTube il 19 marzo), la sesta stagione di The Eric Andre Show e la seconda stagione di Teenage Euthanasia. Successivamente, la rete ha "riavvolto" la programmazione (con il rebranding [as ⏪]) trasmettendo l'episodio Fire Ant di Space Ghost Coast to Coast. Successivamente, all'1:00, Adult Swim ha trasmesso due episodi di Infomercials intitolati Unedited Footage of a Bear e Broomshakalaka! sotto l'etichetta [as-], promuovendolo come contenente "tutte le pubblicità che ami senza tutti i programmi fastidiosi". Più tardi, scusandosi per l'ora e mezza precedente, Adult Swim ha mandato in onda il filmato di un treno che viaggiava attraverso la Norvegia sotto il nome [as🚄🚃🚃].[116]
- 2024: una settimana prima dello scherzo, Adult Swim pubblicizzò la seconda stagione di Smiling Friends con un debutto previsto per il 31 marzo a mezzanotte, con vari promo online, tra cui un'apparizione ritoccata all'esterno dello Sphere di Las Vegas. Quando arrivò la mezzanotte, Adult Swim mandò in onda vari episodi della prima stagione rifatti con pupazzi. Il primo episodio della seconda stagione, Gwimbly: Definitive Remastered Enhanced Extended Edition DX 4K (Anniversary Director's Cut), seguì poco dopo, con l'annuncio che il resto della seconda stagione sarebbe stato presentato a partire dal 12 maggio. Gli episodi furono poi riprodotti in ordine inverso l'ora successiva.
- 2025: Adult Swim presentò Portal People, uno speciale composto da classici momenti di Rick e Morty rivisitati in chiave teatrale in vari generi, tra cui musical, balletto e mimo. Seguì poi un'anteprima dell'ottava stagione.

## Palinsesto
Tra le serie originali attualmente in produzione e più viste di Adult Swim sono presenti Robot Chicken, Squidbillies, The Eric Andre Show e Rick and Morty. Adult Swim è noto soprattutto per la sua programmazione inaugurale che includeva principalmente parodie e remake basati sui cartoni animati Hanna-Barbera tra cui Space Ghost Coast to Coast, Harvey Birdman, Attorney at Law e Sealab 2021.
Il blocco trasmette anche programmi in syndication della 20th Television e TBS come Bob's Burgers, King of the Hill e American Dad!, oltre ad aver acquisito e coprodotto vari anime. Attualmente la maggior parte della programmazione di serie anime e d'azione va in onda il sabato sera come parte di Toonami, ex programma contenitore di Cartoon Network che è stato rilanciato da Adult Swim il 26 maggio 2012. Molte serie anime che hanno guadagnato un seguito tra gli spettatori più grandi sono andati in onda anche su Toonami; in particolare Samurai Jack si è dimostrato abbastanza popolare nelle repliche da giustificare un revival nel 2017.

### Palinsesto attuale

#### Cartoni animati
- Aqua Teen Hunger Force
- Robot Chicken
- Off the Air
- Rick and Morty
- Primal
- YOLO
- Birdgirl
- Teenage Euthanasia
- Smiling Friends
- Royal Crackers
- Unicorn: Warriors Eternal
- Common Side Effects (TBA)
- Get Jiro! (TBA)

#### Serie TV
- The Eric Andre Show

#### Serie in syndication
- I Griffin
- Futurama
- American Dad!
- King of the Hill
- Bob's Burgers

#### Serie di Toonami
- One Piece
- Naruto: Shippuden
- My Hero Academia
- Food Wars! - Shokugeki no Soma
- My Adventures with Superman (2023)
- Suicide Squad Isekai (2024)
- Rick and Morty: The Anime (2024)

#### Serie di Checkered Past
- Cartoon Planet
- Ed, Edd & Eddy
- Leone il cane fifone

#### Webserie
- Alabama Jackson
- Your Pretty Face Is Going to Hell: The Cartoon

## Merchandise

### Sito ufficiale
Il sito web ufficiale di Adult Swim presenta episodi completi di programmi, videogiochi online, streaming online e podcast, streaming musicale, fumetti e una guida alla programmazione, oltre a una sezione dedicata al suo blocco di programmazione Toonami.
Nel maggio 2003 è stata aggiunta la possibilità di creare degli account utente per le bacheche di messaggistica del sito che sono state chiuse nell'ottobre 2016. Entro il 2018, l'unica funzionalità principale rimasta per gli account utente era la creazione di profili e la partecipazione alle chat sulle dirette di streaming di Adult Swim. Gli account utente sono stati definitivamente disabilitati a gennaio 2021, a seguito della rimozione della funzione chat.
Un negozio online di Adult Swim è stato reso disponibile in precedenza, sebbene inizialmente attraverso il sito ufficiale di Cartoon Network dal 2001 al 2004. In seguito è stato scorporato in un sito web indipendente prendendo il nome di Adult Swim Shop, funzionando dal 2004 al 2012. Un altro negozio dal nome As Seen on Adult Swim è stato lanciato nel 2013, rendendo disponibile un articolo per volta fino al 2017, quando un omonimo programma basato sui loro articoli è stato lanciato negli stream di Adult Swim. Il sito è stato successivamente chiuso nel gennaio 2021, in seguito alla chiusura dello stream a novembre.

### Video on demand
A metà del 2004, Adult Swim ha lanciato un servizio di video on demand su alcuni provider televisivi sotto abbonamento. Il servizio includeva diversi episodi di varie serie originali di Adult Swim, serie in syndication e anime concessi in licenza a Toonami. La serie anime s-CRY-ed è stata inizialmente presentata in anteprima su richiesta prima di debuttare sul blocco televisivo nel maggio 2005. Adult Swim ha introdotto lo streaming video online nel 2006, fornendo un servizio di video on demand online gratuito per episodi recenti e meno recenti di programmi selezionati. Inizialmente, alcuni episodi sono stati presentati in anteprima sul sito web per poi apparire dopo 1-3 giorni dalla trasmissione e raggiungendo una settimana dopo la messa in onda nel giugno 2010.
Nell'agosto 2011, Adult Swim ha iniziato a richiedere l'autenticazione TV Everywhere per la maggior parte degli episodi sul sito, riducendo notevolmente la quantità di contenuti gratuiti. Il servizio è stato combinato con l'app mobile Adult Swim nel 2014. In questo periodo, Adult Swim ha iniziato a pubblicare online tutti gli episodi di serie selezionate per la visualizzazione gratuita, sebbene alcuni di questi siano stati rimossi nel 2015 quando Hulu ha acquisito i diritti per più programmi e ancora una volta nel 2020 quando è stato lanciato su HBO Max.
La maggior parte della libreria di Adult Swim è disponibile su HBO Max, mentre alcune serie sono disponibili su Hulu e Tubi. A partire da marzo 2022, l'attuale programmazione di Adult Swim, esclusi Rick and Morty (che è condiviso con Hulu) e Off the Air, vengono pubblicati su HBO Max il giorno dopo la messa in onda dei nuovi episodi. Diverse serie di Adult Swim sono disponibili anche per l'acquisto su iTunes, Google TV, Amazon, Microsoft Movies & TV e Vudu.

### Videogiochi
In precedenza, Adult Swim ha pubblicato svariati videogiochi online basati su Flash sul proprio sito web, tra cui Robot Unicorn Attack e Five Minutes to Kill (Yourself); tuttavia tutti i giochi sono stati rimossi nel 2020 in seguito all'interruzione di Adobe Flash Player. A partire dal 2005, Adult Swim ha iniziato a pubblicare giochi per dispositivi mobili, inclusi quelli basati sui franchise della rete e contenuti originali.
Nel 2011 è stata creata la divisione Adult Swim Games volta a pubblicare contenuti originali di videogiochi indie, concentrandosi principalmente sul mercato dei giocatori hardcore.

### Musica
Adult Swim ha collaborato con diverse etichette musicali indipendenti e ha coprodotto e pubblicato compilation con Stones Throw Records, Stones Throw Records, Ghostly International, Definitive Jux e Chocolate Industries attraverso la loro etichetta, la Williams Street Records. La maggior parte dei bumper e packaging della rete utilizza musica strumentale ed elettronica. Varie musiche vengono spesso prese in prestito da artisti firmati su una vasta gamma di etichette diverse, tra cui Warp Records e Ninja Tune Records.

### Podcast
Adult Swim ha offerto un servizio di video podcast su iTunes dal 21 marzo al 19 settembre 2006. I podcast presentavano segmenti dietro le quinte di programmi e contenuti esclusivi tra cui un'intervista con Dennis Haskins di Bayside School e uno sguardo a Metalocalypse di Brendon Small e Tommy Blacha. Il podcast ha raggiunto il numero due nella classifica di iTunes dei podcast più scaricati. Un nuovo podcast solo audio, chiamato Adult Swim Podcast, è stato lanciato l'11 luglio 2019, ospitato da Matt Harrigan. Negli episodi regolari, Harrigan intervista diversi collaboratori di Adult Swim, creatori di programmi e attori o doppiatori. Max Simonet è stato successivamente aggiunto come co-conduttore, anche se alcune interviste venivano condotte solo da Harrigan. Il podcast comprendeva alcuni spin-off, come un podcast di accompagnamento per la quarta stagione di Rick and Morty, competizione a gironi di tornei per alcune serie originali di Adult Swim e un girone di tornei per la programmazione di Toonami; la maggior parte degli episodi di questi spin-off sono stati trasmessi in diretta su Adult Swim Streams. Il podcast è stato chiuso verso novembre 2020.
Adult Swim ha anche collaborato con Abso Lutely Productions per produrre la seconda stagione del podcast comico This is Branchburg.

### Live streaming
Il 25 settembre 2013, Adult Swim ha iniziato a trasmettere in simulcast il proprio canale tramite l'app mobile Adult Swim e il sito web adultswim.com, sebbene sia richiesta l'autenticazione a TV Everywhere. Sono disponibili sia i feed della costa orientale che quelli della costa occidentale.
Alla fine del 2014, Adult Swim ha aggiunto diversi live streaming gratuiti 24 ore su 24, 7 giorni su 7 sul proprio sito web, la maggior parte dei quali trasmette maratone di diversi programmi in loop. Uno dei live streaming, un feed dell'acquario dell'ufficio di Williams Street, divenne una serie a sé stante intitolata FishCenter Live e portò alla creazione di Adult Swim Streams.
Adult Swim Streams includeva programmi esclusivi solitamente trasmessi in diretta e presentava una chat room. Talvolta i programmi accettavano chiamate da parte degli spettatori per interagire con i conduttori o cambiare il corso di un programma.

### Applicazioni
L'applicazione di Adult Swim per Android e iOS è stata pubblicata nel 2011 ed è valutato 18+.

## Adult Swim nel mondo
Dal 2005, Adult Swim si sta espandendo in tutto il mondo. Come per gli Stati Uniti, il programma notturno si trova anche in Canada, Nuova Zelanda, Australia, Russia, Brasile e nel resto dell'America Latina. Alcuni mercati stranieri di Cartoon Network scelgono di non far approdare il format in alcuni Paesi, a causa di diverse condizioni del mercato locale come le licenze dei programmi stessi trasmessi sulle altre emittenti, sulle restrizioni del contenuto governativo o regolamentare (come accaduto con Ofcom nel Regno Unito), o per il contenuto di queste serie. In questi mercati, dove sorgono questioni di regolamentazione, il blocco viene concesso in licenza ad altre reti o stazioni televisive, oppure per mezzo di un contratto che permette la successiva visione (e di conseguenza la traduzione) di questi contenuti, come accaduto in Italia con i servizi in streaming TIMvision e Netflix e gli altri canali.

### Italia
In Italia il contenitore televisivo non è stato mai riportato nella controparte italiana del canale. Nel 2004 sono state rese disponibili due serie non originali continuate su Adult Swim: God, the Devil and Bob su Jimmy, presentato in anteprima al Corto Imola Festival nell'ottobre 2002, e The Oblongs su Italia Teen Television. In seguito Paramount Comedy (e il suo successore Comedy Central) ha trasmesso le prime due stagioni di The Boondocks dal 23 novembre 2006 al 12 maggio 2008; tuttavia in seguito al fallimento della Sony Entertainment Italia, la quale deteneva i diritti della serie, le ultime due stagioni sono rimaste inedite. Nel gennaio 2008, la Sony Pictures ha pubblicato il DVD della prima stagione insieme ad alcune caratteristiche speciali.
Nel dicembre 2007 è stato rivelato che la serie animata Aqua Teen Hunger Force sarebbe stata presentata al Future Film Festival 2008, in anteprima coi primi cinque episodi della prima stagione. Gli episodi sono stati mostrati, sottotitolati in italiano, il 18 gennaio 2008, tuttavia non fu mai trasmesso effettivamente in televisione. Durante il Cartoons on the bay del 2008 è stato annunciato l'arrivo imminente del sito italiano di Adult Swim. Il sito è stato aperto ufficialmente il 12 aprile 2008. Lo stesso giorno Jaime Ondarza, assistente di Turner Italia e direttore di Boing, ha affermato che "non lancerà mai in Italia un canale Adult Swim" e che per il momento sarebbe rimasto solo sul web. Sul sito ufficiale sono state rese disponibili delle clip in italiano di Robot Chicken e sono stati pubblicizzati gli arrivi imminenti di diverse serie animate provenienti dal blocco televisivo originale. Tuttavia, il sito fu chiuso verso fine 2009.
Più tardi, Netflix ha iniziato a pubblicare la serie animata Rick and Morty dal 1º maggio 2016. In seguito ad un accordo con Turner, è stato annunciato che TIMvision avrebbe pubblicato Robot Chicken, China, IL, NTSF:SD:SUV:: e Mr. Pickles dal 14 settembre 2016. In quel periodo sono state aperte le pagine ufficiali Facebook e Instagram di Adult Swim. Il 6 dicembre sono state pubblicate altre stagioni delle suddette serie, compresi gli speciali Robot Chicken: Star Wars. Il 1º febbraio 2018, TIMvision ha pubblicato tre stagioni di Aqua Teen Hunger Force e gli speciali Robot Chicken DC Comics. Nell'agosto 2018, la Eagle Pictures ha pubblicato la quinta stagione inedita di Robot Chicken in DVD. Nello stesso anno Eagle Pictures ha pubblicato in DVD e blu-ray le stagioni precedentemente doppiate di Robot Chicken e Rick and Morty. Inoltre sono stati pubblicati in DVD e blu-ray gli speciali Robot Chicken Star Wars il 7 giugno 2018 e gli speciali Robot Chicken DC Comics il 16 gennaio 2019. La serie Final Space, pubblicata inizialmente da Netflix e continuata su Adult Swim dalla seconda stagione, viene pubblicata in Italia su Netflix dal 20 luglio 2018.
Nell'aprile 2021 è stato annunciato l'arrivo di un canale Toonami sull'imminente piattaforma in streaming Mediaset Infinity, con all'interno serie animate e anime provenienti da Cartoon Network, DC, Toonami e Adult Swim. In quest'ultima sezione sono state rese note le serie Rick and Morty, Mr. Pickles e The Venture Bros.. In seguito è stato rivelato che Prime Video avrebbe pubblicato China, IL, Mr. Pickles, Robot Chicken, Aqua Teen Hunger Force e l'allora inedito The Venture Bros. il 1º novembre 2021. Nello stesso periodo è stato annunciato che la terza stagione inedita di Mr. Pickles sarebbe stata pubblicata il 1º gennaio 2022.
Nel dicembre 2021 sono state confermate nuove stagioni e contenuti inediti di Adult Swim tra cui Mr. Pickles, Robot Chicken (e lo speciale The Robot Chicken Walking Dead Special: Look Who's Walking), The Venture Bros. e l'inedita quinta e ultima stagione di Samurai Jack.. Tuttavia, tutte le serie di Adult Swim sono state rimosse da Prime Video il 1º gennaio 2023 senza alcun annuncio, conferma o aggiornamento al riguardo da parte degli account Facebook e Instagram di Adult Swim Italia. Rick and Morty rimane su Netflix.

### Australia e Nuova Zelanda
Nell'ottobre 2013, Turner Broadcasting, in collaborazione con MCM Media e Movideo, ha lanciato un servizio di video on demand dal nome Adult Swim Australia. Il sito presenta un totale di 1500 episodi tra le tante serie dell'originale Adult Swim.
Fino al 31 dicembre 2007, la versione australiana e neozelandese di Adult Swim è stata trasmessa su Cartoon Network. In quel periodo, le serie trasmesse sul contenitore erano: Aqua Teen Hunger Force, Sealab 2021, Space Ghost Coast to Coast, Harvey Birdman, Attorney at Law (andato in onda anche su SBS), Tom Goes to the Mayor, Home Movies, The Venture Bros. e, poco prima della chiusura del canale, Squidbillies. Il contenitore di Adult Swim è andato in onda ogni venerdì e sabato insieme con un altro format costituito da anime che andava in onda durante la settimana. In quest'ultimo programma sono stati trasmessi Cowboy Bebop, InuYasha, Bleach, Air Gear, Black Cat e Ghost in the Shell.
Attualmente il contenitore non è più presente su Cartoon Network, ma alcune serie sono state trasmesse su The Comedy Channel, in Australia. Il blocco è tornato definitivamente su The Comedy Channel con le serie animate Robot Chicken, Harvey Birdman, Attorney at Law e Aqua Teen Hunger Force. La serie The Boondocks è stata trasmessa separatamente sullo stesso canale, con l'assenza del banner di Adult Swim.
A oggi, il programma Adult Swim su The Comedy Channel è cresciuta considerevolmente, presentato in anteprima molte altre serie di Adult Swim, tra le quali: Moral Orel, Titan Maximum, Robot Chicken: Star Wars, Frisky Dingo, Tim and Eric Awesome Show Great Job, Childrens Hospital, Metalocalypse e The Venture Bros., quest'ultima è stata la terza serie animata, dopo Aqua Teen Hunger Force e Harvey Birdman, a essere trasmessa sia sul vecchio sia sul nuovo blocco. Alcune serie trasmesse su Adult Swim sono state rilasciate su DVD da Madman Entertainment, incluse serie mai trasmesse nella televisione australiana.
Dopo essersi trasferito su The Comedy Channel, Adult Swim non ha mai più trasmesso in Nuova Zelanda. Per ovviare al problema, nel giugno 2016, Channel 9 ha firmato un accordo biennale con Turner Broadcasting per trasmettere un piccolo blocco di Adult Swim su 9Go!. Di solito le serie animate Robot Chicken e Aqua Teen Hunger Force vengono trasmesse su questo canale.

### Canada
In Canada, il canale in lingua inglese di Teletoon ha presentato un contenitore per adulti chiamato Teletoon at Night (precedentemente noto come The Detour) che, ogni notte, trasmette parte della programmazione dell'originale Adult Swim. I programmi che sono stati trasmessi nella fascia oraria notturna sono: Moral Orel, Aqua Teen Hunger Force, Harvey Birdman, Attorney at Law, Metalocalypse, Robot Chicken, Squidbillies, 12 oz. Mouse, Stroker and Hoop, Loiter Squad, Eagleheart, The Boondocks, The Venture Bros., Home Movies, Tom Goes to the Mayor e Space Ghost Coast to Coast.
La serie televisiva Tim and Eric Awesome Show, Great Job! è andata in onda su The Comedy Network, di Bell Media. Dal luglio 2007, alcuni programmi di Adult Swim in onda su The Detour hanno abbandonato il canale, lasciando posto ad altre serie animate per adulti realizzate in Canada. Robot Chicken è stata l'ultima serie di Adult Swim a essere trasmessa sul blocco. Il servizio in lingua francese di Teletoon invece ha presentato un format per adulti chiamato Télétoon la Nuit, il quale ha trasmesso: Futurama, I Griffin, Home Movies, Robot Chicken, American Dad! e The Boondocks.
Nel frattempo, il canale YTV ha trasmesso anime di Adult Swim, nel suo contenitore Bionix. Inoltre, i blocchi televisivi Anime Current di G4, Kamikaze di Razer (l'attuale MTV2), il defunto Scream (l'attuale Dusk) e Super Channel hanno tutti trasmesso vari titoli anime.
Nel giugno 2009, G4 ha lanciato Adult Digital Distraction, un contenitore con una programmazione che contiene molte serie di Adult Swim. Alla fine del 2011, il programma è stato interrotto a causa del fatto che il canale si è discostato troppo dal suo formato originale. Bionix è stato brevemente rilanciato in seguito con le serie Tim and Eric Awesome Show, Great Job!, Eagleheart, NTSF:SD:SUV::, Delocated, Metalocalypse, Aqua Teen Hunger Force, Superjail! e The Venture Bros..
Il 2 febbraio 2012, TELETOON Canada Inc. ha annunciato che avrebbe lanciato un'altra versione canadese di Adult Swim su Cartoon Network. Tale programma è stato lanciato il 4 luglio 2012. Da settembre 2015 a settembre 2017, tutte le serie originali di Adult Swim sono state trasmesse in esclusiva sul contenitore.
Nel dicembre 2013, Much ha incominciato a mandare in onda Childrens Hospital e, in seguito, il suo spin-off, Newsreaders. Sul contenitore era presente anche The Jack and Triumph Show. Nell'ottobre 2014, Netflix ha incominciato a trasmettere Mike Tyson Mysteries, il giorno dopo della première statunitense. Il 25 febbraio 2016, Williams Street ha lanciato un servizio di video on-demand per dispositivi iOS e Android. L'app contiene la maggior parte dei contenuti di Adult Swim.

### Francia
In Francia, Adult Swim è stato lanciato il 4 marzo 2011 e va in onda tutte le sere dalle 23:00 alle 06:00 su Cartoon Network. Il contenitore ha trasmesso: Aqua Teen Hunger Force, Harvey Birdman: Attorney at Law, Metalocalypse, Moral Orel, Robot Chicken e Squidbillies. Come la maggior parte delle versioni internazionali di Adult Swim, il canale non trasmette la programmazione di Fox e serie televisive d'azione. La maggior parte della programmazione non è doppiata e va in onda con l'audio inglese e i sottotitoli in francese. All'inizio degli anni 2000, c'è stato un programma a tarda notte chiamato Dezaxe, che ha trasmesso la serie animata Home Movies. Nel marzo 2015, Adult Swim è arrivato sul canale Enorme TV per poi cessare le trasmissioni nel giugno 2016.

### Germania
In Germania, Adult Swim va in onda su TNT Comedy. Le serie trasmesse sono: Aqua Teen Hunger Force, Rick and Morty, Assy McGee, Lucy, The Daughter of the Devil, Metalocalypse, Moral Orel, Robot Chicken, Stroker and Hoop, The Brak Show, Venture Bros., Supernanny e The Ren & Stimpy Show.

### America Latina
In America Latina, dal 7 ottobre 2005, Adult Swim viene trasmesso durante le ore notturne su Cartoon Network. Più tardi il canale I.Sat ha trasmesso gran parte della programmazione di Adult Swim, ma ha dovuto chiudere i battenti per via delle recensioni negative da parte dei genitori.
Il 29 ottobre 2010, I.Sat ha rivelato che stava eliminando la programmazione di Adult Swim a causa delle basse valutazioni, aggiungendo: "Non importa se aggiungiamo nuove serie, tanto non funzionerebbero".
Nel 2014 è stato annunciato che Adult Swim sarebbe tornato in America Latina nello stesso anno. Il 3 novembre 2014, Adult Swim ha debuttato sul feed brasiliano di TBS. Il 3 aprile 2015, Adult Swim è stato rilanciato in America Latina su I.Sat, in lingua inglese con i sottotitoli in spagnolo, in anteprima con la serie animata Rick and Morty.
Nel gennaio 2018, il contenitore è stato rilanciato su TBS, in lingua spagnola. Tuttavia, Adult Swim è andato in onda in tutta l'America Latina, sia da I.Sat che da TBS, nel gennaio 2020.
Nel maggio 2020, Adult Swim è tornato tramite il canale Warner TV, inizialmente con le serie Rick and Morty, Final Space, Robot Chicken e Aqua Teen Hunger Force.
Nel 31 ottobre 2023, Adult Swim è diventato un canale a sé stante, sostituendo definitivamente TruTV.

### Spagna
In Spagna, Adult Swim è andato in onda il venerdì dalla mezzanotte sul canale TNT, tra il 2007 e il 2012. Nonostante il format non esista più in Spagna, molte delle sue serie originali hanno una propria sezione nel servizio di streaming HBO.
Nel dicembre 2020, Adult Swim è tornato insieme a Toonami come pacchetto premium del servizio Orange TV. In esso puoi vedere più di 600 episodi di 19 serie diverse come Rick and Morty, Metalocalypse, Robot Chicken, tra gli altri.

### Polonia
Sebbene il blocco Adult Swim non esista in nessun canale della Polonia, AXN Spin ha trasmesso Robot Chicken e The Boondocks.

### Russia
In Russia, quasi tutte le serie di Adult Swim vengono trasmesse su 2x2, canale televisivo specializzato in animazione. In passato ci sono stati altri due contenitori a tema Adult Swim, uno dei quali trasmetteva le serie in lingua inglese. Le serie di Adult Swim trasmesse in Russia sono: Aqua Teen Hunger Force, Robot Chicken, Sealab 2021, 12 oz. Mouse, The Venture Bros., The Brak Show, Stroker and Hoop, Tom Goes to the Mayor, Squidbillies, Harvey Birdman, Attorney at Law, Space Ghost Coast to Coast, Frisky Dingo, Perfect Hair Forever, Metalocalypse, Lucy, the Daughter of the Devil e tanti altri. 2x2 trasmette anche molti anime presenti su Adult Swim. Serie animate come The Boondocks e Rick and Morty sono state presentate anche in altri canali, al di fuori di tale contenitore su 2x2.

### Regno Unito e Irlanda
Nel 2002, CNX (Cartoon Network Extreme) è stato lanciato nel Regno Unito come spin-off di Cartoon Network. Il canale conteneva gran parte della programmazione trasmessa sugli originali Adult Swim e Toonami, insieme con anime e film d'azione per adulti. Tuttavia, un anno dopo, CNX ha chiuso i battenti.
L'8 luglio 2006, una versione localizzata di Adult Swim è stato lanciata sull'ormai canale defunto Bravo, di proprietà Virgin Media Television. Le serie venivano generalmente trasmesse a partire dalla mezzanotte. Nel canale venivano trasmesse gli stessi programmi che facevano parte del classico contenitore di Adult Swim: Robot Chicken, Aqua Teen Hunger Force, Sealab 2021, The Brak Show, Tom Goes to the Mayor, Space Ghost Coast to Coast, The Venture Bros., Moral Orel e Metalocalypse. Oltre alle serie prodotte dalla Williams Street, sono stati trasmessi anche Stripperella e Kid Notorious. La prima serie action di Adult Swim è stata l'anime Afro Samurai, trasmesso dal 4 maggio 2007, insieme con l'inedita serie animata Modern Toss. Il 7 luglio 2008, Adult Swim ha cessato le trasmissioni anche su Bravo.
Più tardi, il sito web inglese di Adult Swim ha incominciato a offrire l'accesso gratuito a tutti gli episodi delle serie Squidbillies, Harvey Birdman, Attorney at Law, Tom Goes to the Mayor, Minoriteam, Stroker and Hoop, Moral Orel, 12 oz. Mouse, Perfect Hair Forever, Metalocalypse e Frisky Dingo. Revolver Entertainment ha incominciato anche a distribuire le serie di Adult Swim su DVD, per il mercato inglese e irlandese.
Dal 5 giugno al 27 novembre 2010, FX ha trasmesso le serie animate Robot Chicken, Titan Maximum, The Venture Bros. e Metalocalypse sul suo canale, con il marchio [Adult Swim]. Il 14 dicembre 2011, il network Syfy ha trasmesso la trilogia Robot Chicken: Star Wars. Dal 4 gennaio 2012, Adult Swim è stato trasmesso su Turner Classic Movies.
Il 4 settembre 2015, FOX ha firmato un accordo con la Turner Broadcasting System, per acquisire i programmi di Adult Swim. Dal 10 settembre 2015, il canale ha incominciato ha trasmettere: I Griffin, American Dad!, Rick and Morty, Mr. Pickles, Robot Chicken, Aqua Teen Hunger Force, The Venture Bros., Black Jesus e Your Pretty Face is Going to Hell. A partire da settembre 2017, Adult Swim non ha mai più trasmesso nel Regno Unito, anche se molte sue serie sono tuttora disponibili sul servizio in streaming Netflix.

## Alta definizione
Dal 15 ottobre 2007, come per tutte le reti WarnerMedia, Adult Swim è disponibile in alta definizione cambiando così il formato da 4:3 a 16:9, con l'eccezione di alcune serie rimasterizzate negli anni successivi come Dragon Ball Kai, Cowboy Bebop, Samurai Jack e Home Movies e altre che utilizzano intenzionalmente il formato 4:3 in favore dello stile visivo come la prima stagione di The Eric Andre Show e Jack Stauber's OPAL. I bumper e i promo della rete sono stati lasciati in 4:3 fino al 2010, apparendo quindi allungati sul feed ad alta definizione. Sulla definizione standard, i contenuti HD sono stati trasmessi con il letterboxing fino al 13 maggio 2013, quando sono stati ridimensionati apparendo in 16:9. A differenza delle altre reti di WarnerMedia, anche la pubblicità sulla definizione standard appare in modalità 16:9.